# New Jack
Jerome Young (3 de enero de 1963-14 de mayo de 2021) fue un luchador profesional estadounidense, más conocido por su nombre artístico de New Jack en la ECW. Se le considera el luchador más violento en la historia de la lucha libre a causa de sus peleas con excesiva violencia y acusaciones de provocar accidentes graves a sus compañeros.

## Carrera
Young afirma haber sido un cazarrecompensas antes de convertirse en un luchador profesional y haber cometido cuatro homicidios justificables, aunque estas afirmaciones no han sido verificadas por fuentes independientes. Young se formó con Ray Candy y debutó en 1993 en la United States Wrestling Association (USWA) con sede en Memphis, Tennessee, donde adoptó el nombre de New Jack. Luego pasó a formar parte del equipo, The Gangstas, con Mustafa Saed en Smoky Mountain Wrestling (SMW). Los Gangstas participaron en varios ángulos controvertidos, en una ocasión utilizando acciones afirmativas para permitirles ganar partidos con un pinfall de dos conteos en lugar del conteo convencional de tres. Se involucraron en una larga disputa con el stable Rock 'N Roll Express (Ricky Morton y Robert Gibson). Durante su período, el NAACP se manifestaba fuera de los lugares de actuación debido al truco "Gangsta", alegando que no había ocurrido violencia racial en el área de Tennessee durante años, y que no querían que la reputación de los gánsteres se pusieran a Tennessee como una zona de ataques raciales.

## Extreme Championship Wrestling
En 1995, The Gangstas dejaron la SMW y se unieron a la promoción Extreme Championship Wrestling (ECW) con sede en Filadelfia. Ganaron el Campeonato en parejas de ECW dos veces antes de que Saed fuera despedido de la compañía en 1997. New Jack luego formó The Gangstanators, un nuevo equipo de etiqueta con el ex eliminador John Kronus, y ganó un tercer Campeonato ECW Tag Team. New Jack comenzó a arrastrar un bote de basura lleno de armas y lo arrojó al ring como una especie de bolsa de mano ultra violenta.

## El incidente de Mass Transit
Este evento es considerado como el escándalo más grande en la historia de la lucha libre.
Esto inicio cuando se programó que Axl Rotten participara en un combate de equipo con D-Von Dudley contra The Gangstas (New Jack y Mustafa Saed), pero no pudo asistir al programa debido a una emergencia familiar y luego problemas de viaje. Erich Kulas, un fanático de la lucha que acababa de cumplir 17 años, le dijo al propietario y corredor de ECW Paul Heyman que tenía 21 años y lo convenció de que le permitiera reemplazar a Rotten mintiendo que había sido entrenado por Killer Kowalski, un luchador estelar retirado que dirigió una notable escuela de lucha libre en el área de Boston. Heyman declaró más tarde que desconocía la edad real de Kulas. Kulas usó el nombre de Mass Transit, en referencia al personaje Ralph Kramden de The Honeymooners.
Antes de la lucha, Kulas le pidió a New Jack que lo atacara, ya que él nunca lo había hecho él mismo, y New Jack estuvo de acuerdo. Durante el combate, Dudley y New Jack se pelearon fuera del ring, mientras que Saed y Transit lucharon dentro del ring. La lucha fue reservada para tener un squash y Dudley fue rápidamente aislado fuera del ring. Luego, los Gangstas se unieron para atacar a Kulas dentro del ring, con New Jack golpeándolo con muletas, tostadoras y varios otros objetos en el estilo hardcore por el que ECW era conocido. Al final, New Jack le clavó a Kulas un bisturí quirúrgico, como habían acordado, pero cortó demasiado dos arterias en la frente de Kulas. Kulas gritó de dolor, luego se desmayó mientras la sangre brotaba de su cabeza.
El evento fue grabado para DVD y por lo tanto no televisado; sin embargo, el video de la videocámara estaba disponible, que finalmente se usó como evidencia en los procedimientos legales. El video mostraba a New Jack en voz baja preguntándole a Kulas, después de la pelea, "¿Estás bien?" A continuación, The Gangstas procedió a atacarlo aún más con fuerte con el codo y varios objetos, lo que provocó que el padre de Kulas gritara: "Toquen ya la maldita campana. ¡Tiene 17 años!" Cuando los médicos acudieron al ring para ayudar a Kulas, New Jack agarró el micrófono de la casa y gritó: "¡No me importa si el hijo de puta muere! Él es blanco. No me gustan las personas blancas. No me gustan las personas de Boston. Soy el peor negro con quien te puedes encontrar".
Según New Jack en una entrevista con RF Video, le advirtió a Kulas que "no era una buena idea" antes de la lucha.

## 1999-2001
New Jack estaba en una amarga disputa con Da Baldies y su líder The Spanish Angel por el título no oficial de "Rey de las calles". Los dos lucharon de ida y vuelta sobre el asunto en sangrientas peleas callejeras. Uno de los momentos más horripilantes de la televisión ECW es cuando, en el transcurso de un partido, Angel usó la pistola de grapas de New Jack (que a menudo llevaba alrededor del cuello con una cadena) contra él, grapando en el ojo. Los árbitros cancelaron la lucha y New Jack desapareció del aire durante varios meses. New Jack regresó a fines del año con su ojo aparentemente recuperado, ahora luciendo una guadaña alrededor de su cuello, alegando que había "mejorado" la pistola de grapas. La primera lucha que tuvo contra Angel desde su regreso fue exitoso, ya que continuó su enemistad contra Da Baldies.
New Jack dejó ECW en enero de 2001.

### TNA
Durante el 2003 y 2004, New Jack luchó en eventos ocasionales para la TNA. El 8 de agosto de 2010, New Jack apareció en la reunión de ECW del evento Hardcore Justice de TNA, donde él y Mustafa atacaron a Team 3D y Joel Gertner después de su combate.

### Muerte
Falleció el 14 de mayo de 2021 en Carolina del Norte, debido a un ataque cardiaco.

## En lucha
- Movimientos finales
  - 187 (Diving elbow drop while holding a steel chair underneath his arm)
  - Death Valley driver
  - Diving splash usually perform from a high place E.g. scaffold

- Movimientos de firma
  - Airplane spin
  - Diving headbutt
  - Guitar shot
  - Various weapon shots (most notably using his signature staple gun)

- Apodos
  - "The Original Gangsta"

## Campeonatos y logros
- Extreme Championship Wrestling

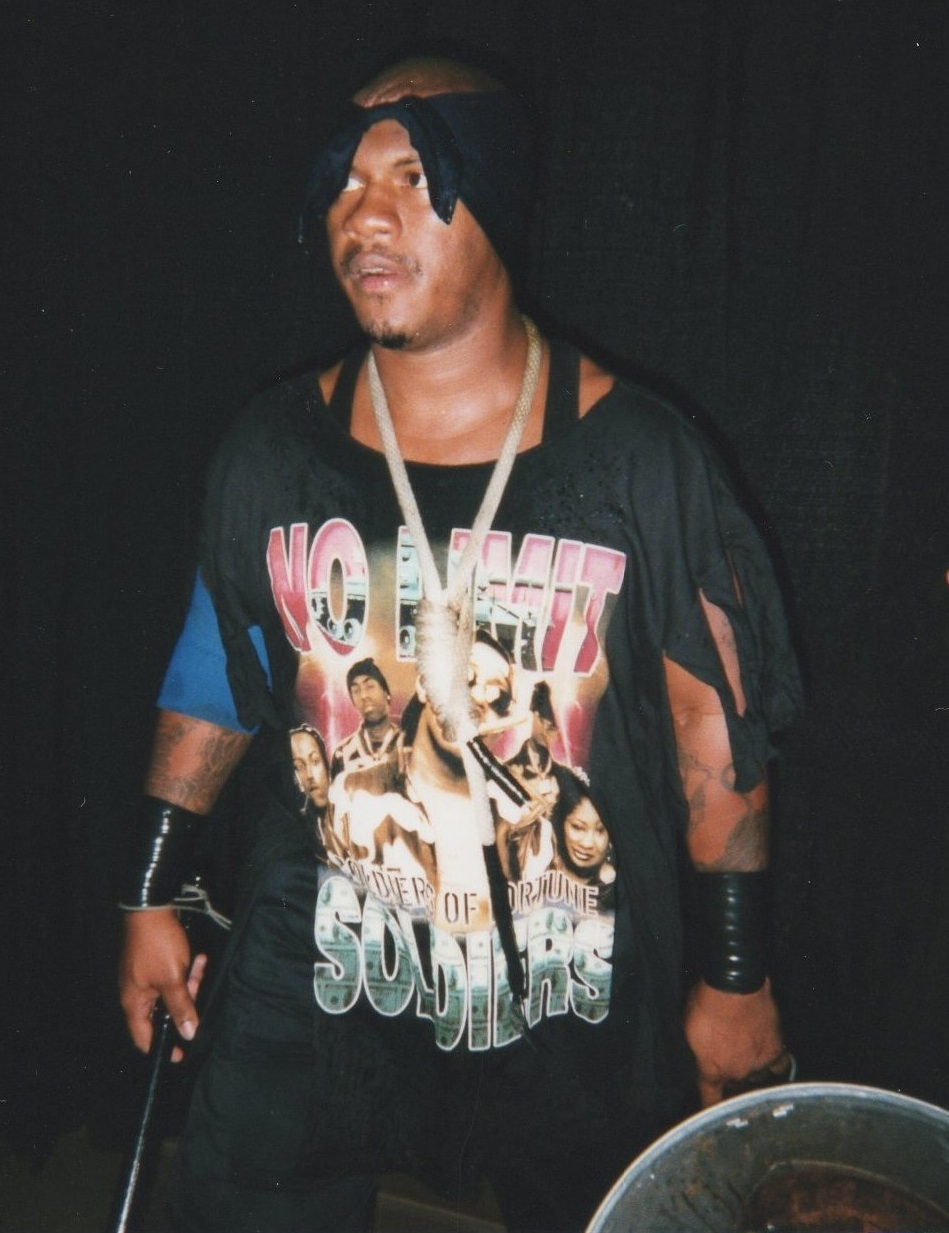
New Jack en un evento de la ECW en 1998.

  - ECW World Tag Team Championship (3 veces) - con Mustafa Saed (2) y John Kronus (1)

- North Georgia Wrestling Association
  - NGWA Heavyweight Championship (1 vez)
  - NGWA Tag Team Championship (2 veces) - con Festus and Mustafa Saed[5]

- Smoky Mountain Wrestling
  - SMW Tag Team Championship (1 vez) - con Mustafa Saed

- United States Wrestling Association
  - USWA World Tag Team Championship (1 vez) - con Home Boy

- Pro Wrestling Illustrated
  - Situado en el #386 de los "PWI 500" en 2003.

- Legends Pro Wrestling
  - XWF/LPW Hall of Fame Inductee- Clase 2008 (2/22/08)